# 安次富盛信
安次富 盛信（あしとみ せいしん、1930年（昭和5年）12月13日 - 2011年（平成23年）4月13日）は、日本の政治家。元沖縄県宜野湾市長。

## 経歴
沖縄県出身。コザ高等学校卒業。1957年（昭和32年）から宜野湾市議会議員4期を経て、1977年（昭和52年）宜野湾市長に当選した。
任期中の1983年（昭和58年）10月8日、西銘順治沖縄県知事に普天間飛行場移転を要請した。1985年（昭和60年）7月、落選した。